# Texas Legends 2019-2020
La stagione 2019-20 dei Texas Legends fu la 13ª nella NBA D-League per la franchigia.
I Texas Legends al momento dell'interruzione della stagione a causa della pandemia da COVID-19, erano terzi nella Southwest Division con un record di 24-19.

## Roster
| N° | Naz.                     | Ruolo | Sportivo            | Anno | Alt. | Peso |
| -- | ------------------------ | ----- | ------------------- | ---- | ---- | ---- |
| 0  | Stati Uniti (bandiera)   | A     | Trahson Burrell     | 1992 | 201  | 86   |
| 1  | Stati Uniti (bandiera)   | G     | Josh Perkins        | 1995 | 191  | 86   |
| 2  | Stati Uniti (bandiera)   | G     | Nate Mason          | 1995 | 188  | 84   |
| 3  | Stati Uniti (bandiera)   | G     | Antonius Cleveland  | 1994 | 198  | 90   |
| 4  | Stati Uniti (bandiera)   | C     | Moses Brown         | 1999 | 216  | 111  |
| 5  | Stati Uniti (bandiera)   | G     | Brandon Fields      | 1988 | 193  | 88   |
| 6  | Stati Uniti (bandiera)   | A     | Jaylen Hoard        | 1999 | 203  | 98   |
| 6  | Stati Uniti (bandiera)   | G     | Tyler Nelson        | 1995 | 191  | 82   |
| 9  | Stati Uniti (bandiera)   | A     | Isaiah Roby         | 1998 | 203  | 104  |
| 11 | Canada (bandiera)        | G     | Xavier Rathan-Mayes | 1994 | 193  | 94   |
| 14 | Stati Uniti (bandiera)   | A     | Isaac Copeland      | 1995 | 206  | 100  |
| 15 | Sudan del Sud (bandiera) | C     | Madit Tieny Dak     | 1999 | 211  | 91   |
| 18 | Giappone (bandiera)      | G     | Yūdai Baba          | 1995 | 193  | 83   |
| 22 | Stati Uniti (bandiera)   | A     | Chad Brown          | 1996 | 206  | 111  |
| 23 | Stati Uniti (bandiera)   | G     | Josh Reaves         | 1997 | 193  | 95   |
| 33 | Stati Uniti (bandiera)   | G     | Dakota Mathias      | 1995 | 193  | 91   |
| 35 | Stati Uniti (bandiera)   | A     | Aric Holman         | 1997 | 208  | 102  |
|    | Stati Uniti (bandiera)   | G     | Jahmal McMurray     | 1997 | 183  | 82   |
|    | Stati Uniti (bandiera)   | G     | Cameron Payne       | 1994 | 185  | 83   |

## Staff tecnico
- Allenatore: George Galanopoulos
- Vice-allenatori: Zachary Cuh, Eric Snow, Connor Dow, D.J. Nelson
- Preparatore atletico: Anthony Citriniti